# Acústica musical
L'acústica musical és la branca de l'acústica que se centra en la investigació i descripció de la física de la música (és a dir, com són els sons utilitzats per produir música) i l'estudi de l'audició musical, que també s'encarrega d'estudiar els sons procedents els instruments musicals, la veu (la física de la parla i el cant) i l'anàlisi per ordinador de la melodia.
Alguns dels aspectes directament relacionats amb la pràctica musical són:
- L'estudi dels paràmetres físics del so: durada, altura, intensitat i timbre.
- La construcció d'escales, la intervàl·lica i el temperament musical.
- Organologia: estudi i classificació dels instruments musicals.

Qualsevol aspecte de la praxi musical està relacionat en major o menor mesura amb l'acústica, ja que sempre que parlem de música parlem de so i del seu comportament en l'espai i el temps. Per això, l'acústica musical està relacionada amb altres branques de l'acústica, com ara l'acústica arquitectònica i la seva relació amb els espais dissenyats per a la pràctica musical; l'electroacústica pel que fa tant als instruments electròfons, com en l'aplicació de les noves tecnologies al camp de la música; 
L'acústica fisiològica i la psicoacústica, que estudia tot allò que té a veure amb la recepció i emissió del so per part dels humans.

## Mètodes i camps de l'estudi de l'acústica musical
- Anàlisi de freqüència
- Anàlisi de l'estructura musical
- Síntesi de sons musicals
- Reconeixement musical, basat en la física (també conegut com a psicoacústica)

## Aspectes físics
Quan dos tons diferents es toquen a la vegada, les seves ones interaccionen – els aguts i els greus, amb la pressió de l'aire es reforcen per produir una ona sonora diferent. Com a resultat, qualsevol ona sonora que no sigui més complexa que una ona sinusoidal, es pot modelar com moltes ones sinusoidals diferents, amb freqüències i amplituds adequades (un Espectre de freqüències). En els humans, l'aparell auditiu (format per l'orella i el cervell), normalment pot aïllar aquests tons i distingir-los. Quan dos o més sons es toquen a la vegada, una variació de la pressió de l'aire dins de l'orella, que a través del nervi auditiu transmet els impulsos al cervell i aquest els aïlla i els descodifica.
Quan la font productora del so és perfectament periòdica, la nota està composta per diferents tons formats per ones sinusoidals relacionades (que matemàticament se sumen entre elles) anomenades freqüència fonamental, harmònics i sobretons. La freqüència més baixa és la fonamental i és aquella en què tota l'ona vibra. Els sobretons tenen una freqüència més elevada i, per tant, vibren més ràpid que la fonamental, però la seva freqüència no pot ser qualsevol valor, ja que només pot prendre múltiples sencers del to fonamental. Els instruments reals són gairebé periòdics, però les freqüències dels sobretons contenen petites imperfeccions, de manera que l'ona varia lleugerament a través del temps.

## Aspectes subjectius
Les variacions de la pressió de l'aire quan xoquen amb la paret de l'orella, i els consegüents processos i interpretacions físiques i neurològiques, donen lloc a l'experiència subjectiva anomenada "so". Molts sons que hom anomena "música", estan formats per vibracions periòdiques que es transmeten pel medi com a ones sonores.
El so d'una ona sinusoidal (considerat el model més bàsic d'una forma d'ona sonora), provoca que la pressió de l'aire augmenti i disminueixi de manera regular, i per això podem sentir un so molt pur. Aquest tipus d'ones es poden produir amb un diapasó o bé xiulant.

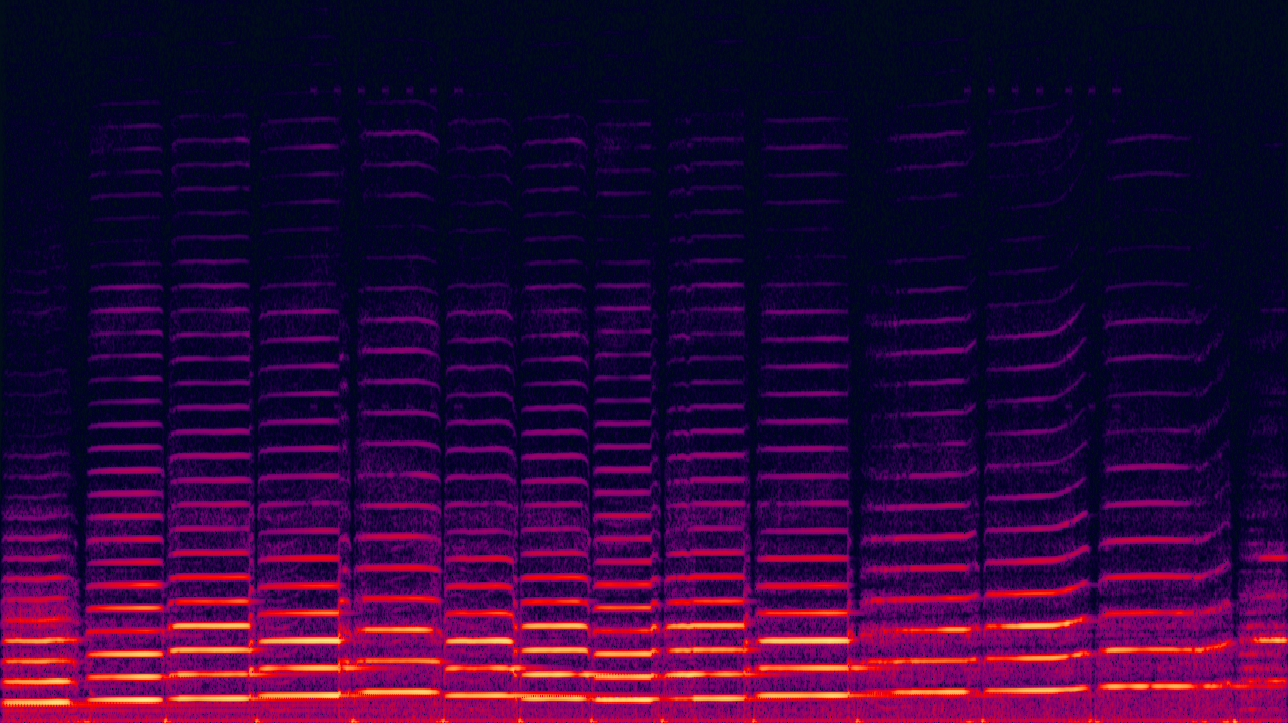
Un espectrograma de [//upload.wikimedia.org/wikipedia/commons/d/d1/Violin_for_spectrogram.ogg so d'un violí]. Les línies brillants de la part inferior són els fonamentals de cada nota, i les altres línies brillants properes són els sobretons harmònics, que en conjunt formen l'espectre de freqüències.

## Harmònics, parcials i sobretons
La freqüència fonamental és la freqüència a la qual vibra l'ona completa.
Els sobretons són uns altres components presents en les freqüències superiors a la fonamental. Tots els components de la freqüència que forma l'ona completa (inclosos la fonamental i els sobretons) s'anomenen parcials.
Els sobretons que són múltiples sencers de la fonamental reben el nom d'harmònic. Quan un sobretò és a prop de ser harmònic, sovint se l'anomena harmònic parcial, o simplement harmònic. De vegades els sobretons no s'apropen a cap harmònic. En aquest cas reben el nom de parcials o sobretons inharmònics.
La freqüència fonamental es considera el "primer harmònic" i el "primer parcial". La numeració dels parcials i dels harmònics és normalment la mateixa: el segon parcial és el segon harmònic, etc. Però en el cas que hi hagi existència de parcials inharmònics, la numeració no coincideix.
Els sobretons estan numerats segons estiguin per sobre del fonamental, és a dir, el primer sobretò és el segon parcial (i normalment el segon harmònic). Com que aquest sistema pot resultar confús, només els harmònics s'anomenen amb els seus números i els sobretons i parcials es descriuen segons la seva relació amb les harmònics.

## Harmonia
Si toquem dues notes simultàniament, amb una raó aritmètica simple de la freqüència (p.ex- 2/1, 3/2 o 5/4), llavors l'ona composta continuarà essent periòdica i la combinació sonarà consonant.
Per exemple, una nota vibrant a 200 Hz i una altra a 300 Hz (una quinta perfecta, amb raó de 3/2), se sumarà per formar una ona de 100 Hz, és a dir, cada 1/100 segons, l'ona de 300 Hz es repetirà tres vegades i la de 200 Hz, dues; tot i que l'ona deixarà de ser sinusoidal per passar a ser més complexa.
A més a més, les dues notes tindran molts parcials iguals. Per exemple, la nota de 200Hz, tindrà harmònics a (200,) 400, 600, 800, 1.000, 1.200,...
I la nota amb freqüència fonamental de 300 Hz, tindrà harmònics a (300,) 600, 900, 1.200, 1.500,...
Per tant, les dues notes tenen en comú els harmònics de 600 i 1.200, i també coincidiran més endavant si continuem fent tota la sèrie.
La combinació d'ones compostes amb freqüències fonamentals petites i múltiples o parcials relativament propers, és el causant de la sensació d'harmonia.
Quan dues freqüències són a prop de ser una fracció simple, l'ona composta tindrà cicles suficientment propers es produirà un efecte anomenat batement, que es considera desagradable.
La freqüència de batement es calcula com la diferència de freqüències de dues notes. Seguint amb l'exemple anterior, [200 Hz - 300 Hz] = 100 Hz. Un altre exemple, una combinació de dues ones de 3425 Hz i 3426 Hz, produiria un batement un cop cada segon, (|3425 Hz - 3426 Hz| = 1 Hz). Aquests efectes els explica la teoria de la modulació.
La diferència entre consonància i dissonància no està clarament definida, però la principal és el batement de la freqüència, l'interval més probable perquè sigui consonant. Helmholtz va proposar que la dissonància màxima entre dos tons purs es produeix quan la taxa de batement és aproximadament 35 Hz.